# Paolo Dossena
Paolo Dossena (Parma, 29 gennaio 1942) è un produttore discografico, compositore, editore musicale e arrangiatore italiano.

## Biografia
Dopo aver compiuto gli studi musicali nella sua città, si trasferisce a Roma all'inizio degli anni Sessanta e a lavorare per l'RCA Italiana, dapprima nel settore delle edizioni musicali e poi nella produzione italiana di artisti francesi come Dalida, Charles Aznavour, Alain Barrière e Sylvie Vartan, partecipando anche alla scrittura dei testi in italiano. Nella seconda metà degli anni Sessanta lavora con artisti italiani come Jimmy Fontana e Luigi Tenco, producendo tra le altre il celebre brano Ciao amore, ciao. 
Nel 1969 fonda le Edizioni musicali Delta Italiana e l'etichetta Delta insieme a Mario Simone, con la quale scopre e lancia Riccardo Cocciante e pubblicando, tra gli altri, il francese Christophe; la Delta lavora anche come casa di produzione in collaborazione con la RCA Italiana e le sue etichette satelliti come la It, per la produzione di Francesco De Gregori, Antonello Venditti e Paolo Conte, Patty Pravo, Andrea Vettoretti, e la Schola Cantorum, tra gli altri. 
Nel 1972 il suo brano Chérie Chérie, interpretato dagli F.M.2, vince il Cantagiro. Nel 1985 apre la Look Studio e, sempre negli anni Ottanta, terminata la lunga esperienza con l'RCA Italiana, lavora come consulente musicale per l'etichetta discografica Cam. Nel 1990 fonda l'etichetta Compagnia Nuove Indye, con cui lancia vari gruppi tra i quali gli Almamegretta gli Agricantus, i Radicanto, gli A3 Apulia Project e cura alcune colonne sonore tra cui quelle dei film Il bagno turco di Ferzan Özpetek e Le rose del deserto di Mario Monicelli. Tra le collaborazioni più recenti, quelle con Andrea Vettoretti e con Alberto Nemo

## Produzioni
- 1967 - Dalida (album 1967) di Dalida
- 1968 - La nostra favola/A te (45 giri) di Jimmy Fontana
- 1972 - Theorius Campus di Francesco De Gregori e Antonello Venditti
- 1972 - Mu di Riccardo Cocciante
- 1972 - Jannacci Enzo di Enzo Jannacci
- 1973 - Le cose della vita di Antonello Venditti
- 1973 - Poesia di Riccardo Cocciante
- 1974 - Paolo Conte di Paolo Conte
- 1974 - Quando verrà Natale di Antonello Venditti
- 1975 - Coromagia della Schola Cantorum
- 1975 - Esperienze di Ron
- 1975 - Le tre campane della Schola Cantorum
- 1975 - Paolo Conte di Paolo Conte
- 1975 - Lilly di Antonello Venditti
- 1976 - Coromagia vol. 2 della Schola Cantorum
- 1981 - Maschere - Canzone blu (45 giri) Babi di M.Monti-J.Tamborrelli - R.Fia / M.Monti- J.Tamborrelli- R.Rossi
- 1982 - Contremano (album) Cristina
- 1983 - Animal Zoo di Richard Benson
- 2015 - Xena Tango di Roberta Alloisio con Luis Bacalov e Walter Rios
- 2015 - Rain di Andrea Vettoretti
- 2017 - Wonderland di Andrea Vettoretti
- 2021 - Opera 50 di Alberto Nemo
- 2022 - Questa è Firenze di Lorenzo Andreaggi[3]

## Musicista
- 1972 - Theorius Campus di Francesco De Gregori e Antonello Venditti: tastiere

## Canzoni scritte da Paolo Dossena
| Anno | Titolo                                               | Autori del testo                             | Autori della musica                                 | Interpreti ed incisioni |
| ---- | ---------------------------------------------------- | -------------------------------------------- | --------------------------------------------------- | ----------------------- |
| 1964 | Così come sei                                        | Paolo Dossena                                | Hank Williams                                       | Dino                    |
| 1965 | Fuoco del mio cuor                                   | Paolo Dossena                                | Shel Shapiro                                        | Dino                    |
| 1965 | Spegni questa luce                                   | Paolo Dossena                                | Shel Shapiro                                        | Dino                    |
| 1968 | Aranjuez la tua voce                                 | Paolo Dossena                                | Joaquín Rodrigo                                     | Dalida                  |
| 1968 | Mama (When My Dollies Have Babies)                   | Paolo Dossena                                | Sonny Bono                                          | Dalida                  |
| 1968 | L'aquilone (My Year Is a Day)                        | Paolo Dossena                                | William Sheller)                                    | Dalida                  |
| 1968 | Amo l'amore                                          | Paolo Dossena                                | Roberto Righini e Alberto Lucarelli                 | Dalida                  |
| 1968 | Dan dan dan                                          | Paolo Dossena e Alberto Lucarelli            | Piero Pintucci, Roberto Righini e Alberto Lucarelli | Dalida                  |
| 1968 | Amare per vivere                                     | Paolo Dossena                                | Jean Romuald                                        | Dalida                  |
| 1968 | Il nome di lei (Gotta See Jane)                      | Paolo Dossena                                | Ronald Miller e Roger Dean Taylor                   | Nomadi                  |
| 1969 | Quando sorridi tu                                    | Franca Evangelisti e Paolo Dossena           | Éric Charden e Jacques Monty                        | Sylvie Vartan           |
| 1969 | Le farfalle                                          | Franca Evangelisti e Paolo Dossena           | Jean Renard e Cécile Caulier                        | Sylvie Vartan           |
| 1969 | Baby Capone                                          | Franca Evangelisti e Paolo Dossena           | Roger Dumas e Jean-Jacques Debout                   | Sylvie Vartan           |
| 1969 | Due mani                                             | Franca Evangelisti e Paolo Dossena           | Jean Renard e Gilles Thibault                       | Sylvie Vartan           |
| 1970 | All'inferno insieme a te                             | Franca Evangelisti e Paolo Dossena           | Claude Jerome Puterflam                             | Patty Pravo             |
| 1972 | Chérie chérie                                        | Paolo Dossena                                | Lilli Greco                                         | F.M.2                   |
| 1972 | It's over                                            | Paolo Dossena                                | Loic Marie Cocciante                                | F.M.2                   |
| 1973 | Il frutto verde                                      | Paolo Dossena e Marco Luberti                | Jean Renard e Gilles Thibault                       | Alberto Lucarelli       |
| 1973 | Pazza idea                                           | Paolo Dossena, Cesare Gigli e Maurizio Monti | Giovanni Ullu                                       | Patty Pravo             |
| 1973 | I giardini di Kensington                             | Paolo Dossena e Maurizio Monti               | Lou Reed                                            | Patty Pravo             |
| 1973 | Per simpatia                                         | Paolo Dossena e Maurizio Monti               | Olimpio Petrossi e Tony Ranno                       | Patty Pravo             |
| 1973 | Limpidi pensieri                                     | Paolo Dossena, Mauro Lusini e Maurizio Monti | Dario Farina e Adriano Monteduro                    | Patty Pravo             |
| 1982 | "La lettera"                                         | P.Dossena                                    | A.Tamborreli e M.Goldsand                           | Cristina                |
| 1982 | "Treno 5943”                                         | P.Dossena                                    | A.Tamborrelli e S.Guardiani                         | Cristina                |
| 1982 | “Storia di Periferia                                 | P.Dossena e C.Marongiu                       | A.Tamborrelli e C.Marongiu                          | Cristina                |
| 1982 | “Per noi”                                            | P.Dossena                                    | M.Guantini                                          | Cristina                |
| 1982 | “La notte nel cuore (Dedicated To Gilles Villeneuve) | P.Dossena                                    | A.Tamborrelli e M.Goldsand                          | Cristina                |
| 1982 | “La fine del cielo”                                  | P.Dossena                                    | A.Tamborrelli                                       | Cristina                |
| 1982 | “Oggi qui, domani”                                   | P.Dossena                                    | A.Tamborrelli e M.Goldsand                          | Cristina                |